# Cimetière de Bouffémont
Le cimetière de Bouffémont est le cimetière communal de la ville de Bouffémont dans le Val-d'Oise située à 25 km au nord de Paris. Il se trouve rue de Sainte-Radegonde.

## Histoire et description
Le cimetière communal en forme de parallélépipède reflète la vie de sa population laborieuse d'autrefois et peu de sépultures présentent un intérêt artistique. Il est au bout de la commune vers la forêt et se divise en deux, une partie ancienne avec une allée arborée et une grande extension moderne plus étendue où se trouvent un jardin du souvenir et un columbarium. La commune a décuplé sa population depuis les années 1980 (passant de 635 habitants en 1962 à 6 453 habitants en 2018), ce qui laisse prévoir des changements. La sépulture la plus connue est celle du richissime baron Empain (1937-2018), victime d'un enlèvement contre rançon en 1978 qui fit grand bruit. Il était propriétaire du château de Bouffémont construit sous le Second Empire et acheté par son grand-père au début du XXe siècle.

## Personnalités inhumées
- Jean Bonal (mort en 2004), guitariste
- Baron Édouard-Jean Empain (1937-2018), actionnaire principal du groupe Schneider SA, propriétaire du château de Bouffémont
- Pierre Péan (1938-2019), journaliste et écrivain d'investigation[1]